# Qantas Freight
Qantas Freight – filia australijskich linii lotniczych Qantas odpowiedzialna za przewozy cargo grupy Qantas. Do linii należą Express Freighters Australia, spółka spedycyjna DPEX Worldwide i Jets Transport Express. W skład floty linii wchodzą cztery samoloty w konfiguracji towarowej, dodatkowo zarządzają przestrzeniami ładunkowymi samolotów Qantas i Jetstar Airways na trasach międzynarodowych.

## Flota
Poza przestrzeniami ładunkowymi samolotów Qantas i Jetstar Airways, Qantas Freight ma do dyspozycji następujące maszyny:
| Model               | Liczba | Zamówionych |
| ------------------- | ------ | ----------- |
| Boeing 747-400F     | 3      | —           |
| Boeing 767-300F(ER) | 1      | —           |
| Razem:              | 4      | —           |

## Porty docelowe
Lista lotnisk obsługiwanych przez samoloty Qantas Freight (stan na listopad 2011):
- Australia
  - Melbourne – Port lotniczy Melbourne
  - Sydney – Port lotniczy Sydney
- Chiny
  - Szanghaj – Port lotniczy Szanghaj-Pudong
- Hongkong
  - Port lotniczy Hongkong
- Korea Południowa
  - Seul – Port lotniczy Seul-Incheon
- Nowa Zelandia
  - Auckland – Port lotniczy Auckland
  - Christchurch – Port lotniczy Christchurch
- Stany Zjednoczone
  - Anchorage – Port lotniczy Anchorage-Ted Stevens
  - Toledo – Port lotniczy Toledo
  - Chicago – Port lotniczy Chicago-O’Hare
  - Nowy Jork – Port lotniczy Nowy Jork-JFK
- Tajlandia
  - Bangkok – Port lotniczy Bangkok-Suvarnabhumi
- Wietnam
  - Ho Chi Minh – Port lotniczy Tân Sơn Nhất w Ho Chi Minh